# Fonte da Ferraria
A Fonte da Ferraria é uma fonte monumental situada nos jardins de Casto Sampedro, junto à praça da Ferraria, na cidade espanhola de Pontevedra. Trata-se de um chafariz de granito de estilo renascentista.

## História
A Fonte da Ferraria data do século XVI, quando Pontevedra era a cidade mais populosa da Galiza. A construção da fonte foi financiada pelo rei Carlos V em 1537. O objetivo da obra era instalar um chafariz na vila, junto ao Caminho Português, para fornecer água potável aos peregrinos que se dirigiam a Santiago de Compostela e para colmatar a escassez de água, que se fazia sentir sobretudo nos verões. O chafariz, da autoria de João Lopes, do Porto, que também projectou chafarizes semelhantes em Caminha (1551) e Viana do Castelo (1554) com a contribuição de Domingo Fernández, de Santiago de Compostela, deveria ser "da mesma feitura, tamanho, altura e com as perfeições e execução do chafariz principal da praça de Caminha", segundo um acordo da Câmara de Pontevedra.
A fonte da Ferraria foi concluída em 1554 e instalada na parte sudoeste da praça da Ferraria, atualmente pavimentada, junto à porta das Trabancas da muralha de Pontevedra, por onde entravam no recinto amuralhado os peregrinos que se dirigiam a Santiago de Compostela.
Para a manutenção do chafariz, a Câmara Municipal celebrava contratos com especialistas, sendo o primeiro canalizador conhecido Francisco Gonçalves, que em 1597 recebia 6.000 maravedis por ano. Foram também promulgadas várias leis e decretos que proibiam a lavagem de roupa e de tripas de animais na fonte, bem como o abeberamento de cavalos. Para o efeito, a bacia da fonte foi rodeada por um círculo de proteção com quatro entradas e foi construída uma espécie de bebedouro.
No século XVIII, o chafariz foi restaurado por iniciativa do síndico Félix Raimundo de Soto. O custo das reparações e do abastecimento de água ascendeu a quase dez mil reais. Em 1857, por razões sanitárias, a Câmara Municipal de Pontevedra decidiu retirar a fonte da praça da Ferraria e colocá-la em frente ao quartel de São Fernando. No entanto, embora a fonte tivesse sido desmantelada, não foi deslocada e ficou à guarda da Sociedade Arqueológica de Pontevedra. As suas peças foram depositadas no convento de São Domingos.
Em 1928, graças ao interesse de Castelao, que vivia em Pontevedra, e de Casto Sampedro, advogado e fundador da Sociedade Arqueológica de Pontevedra, a fonte foi recuperada e instalada nos jardins de Casto Sampedro, em frente ao Convento de São Francisco. A fonte foi totalmente restaurada em 2010.

## Descrição
A fonte da Ferraria, como mostra o simbolismo gravado na pedra, cumpre a sua função de fonte dedicada em particular aos peregrinos do Caminho Português de Santiago de Compostela.

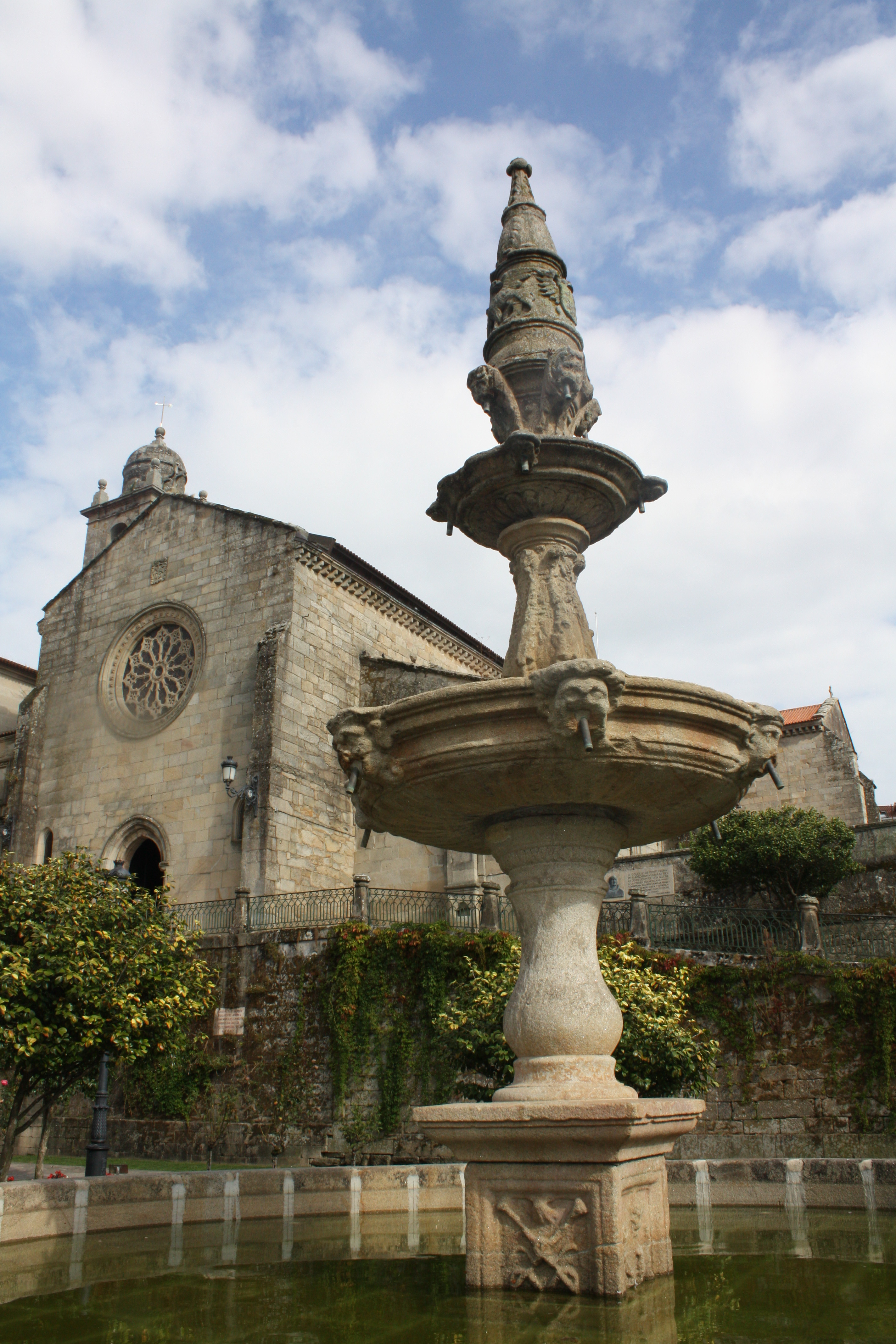
A fonte em 2011

Inspirada nos chafarizes portugueses, a fonte tem 14 bicas em três níveis diferentes. Situa-se no centro de uma grande bacia circular em granito. Do eixo central ergue-se um pilar com um total de três secções, encimado por um coroamento. O primeiro dos três corpos assenta sobre uma base quadrangular. O segundo corpo alberga uma taça que recolhe a água de uma outra pequena taça superior. Esta taça do segundo corpo é esvaziada por tubos que saem das bocas de quatro figuras mitológicas esculpidas. No terceiro corpo, que coroa a fonte, encontram-se dois brasões, um com o brasão do rei Carlos V, com a águia bicéfala da Casa de Habsburgo, e no reverso o brasão da cidade sustentado por grifos, que é a representação mais antiga do brasão da cidade que existe em Pontevedra. Existem ainda esculturas de outras quatro cabeças de figuras mitológicas com tubos a sair das suas bocas e a desaguar na pequena taça superior.
A canalização interna da fonte é feita com tubos de cobre. Os versos da célebre canção popular dedicada à hospitalidade de Pontevedra estão inscritos numa laje de pedra colocada no lado oeste da bacia. A fonte possui iluminação ornamental.
A fonte da Ferraria, que muito impressionou o cordovês Ambrosio de Morales, mestre e cronista de Filipe II, foi definida por ele da seguinte forma: "Na Praça de São Francisco há uma fonte que, pelo seu tamanho, altura e dourado, pode rivalizar com as fontes de Córdova".

## A fonte na cultura popular
Devido à sua utilidade para o abastecimento de água aos peregrinos e aos habitantes de Pontevedra, estes dedicaram-lhe uma famosa canção popular em galego, sublinhando a hospitalidade da cidade de Pontevedra:
| PONTEVEDRA É BOA VILA DÁ DE BEBER A QUEN PASA. A FONTE NA FERRERÍA, SAN BARTOLOMÉ NA PRAZA. | Pontevedra é uma boa cidade Dá de beber àqueles que por ali passam, A Fonte na Ferraria São Bartolomeu na praça |

### Artigos relacionados
- Praça da Ferraria
- Centro histórico de Pontevedra
- Glorieta de Compostela